# Headstrong (canción)
«Headstrong» es el primer sencillo grabada por la banda de rock estadounidense Trapt, lanzado en 2002 por Warner Bros. de su álbum de debut, Trapt. Alcanzó el número 1 en el Billboard Mainstream Rock (1 semana el 26 de julio de 2003) y Modern Rock (5 semanas, el 31 de mayo de 2003) tablas y N.º 16 en la Billboard Hot 100, así como el número 1. Se le pasó por encima a la radio pop comercial, alcanzando el número 4 en la cartelera Top 40 Mainstream. La canción también ganó dos Billboard Music Awards en 2003 por «Mejor Rock moderno Track» y «Mejor Canción Rock».
«Headstrong» fue calificado como la canción alternativa N.º 1 y N.º 8 canción de rock de la década de los años 2000 por Billboard.

## Video musical
Un video musical fue producido por «Headstrong», que se centra en gran medida de la banda tocando en frente de una multitud. Papel y otros restos son vistos volando más allá de los vientos furiosos como el grupo juega en un entorno urbano de la noche. El vídeo se encontró una considerable airplay en MTV2 y MMUSA después de la liberación. El video fue dirigido por Brian de Scott Weber.

## Lista de canciones
1. «Headstrong» - 4:46
2. «Promise» - 3:49
3. «Hollowman» - 5:03

- Duración: 13:38

## Posicionamiento en lista
| Lista (2002–2003)                        | Posición |
| ---------------------------------------- | -------- |
| Australia (ARIA)                         | 86       |
| UK Singles (The Official Charts Company) | 106      |
| U.S. Billboard Hot 100                   | 16       |
| U.S. Billboard Adult Top 40              | 40       |
| U.S. Billboard Mainstream Top 40         | 4        |
| U.S. Billboard Modern Rock Tracks        | 1        |
| U.S. Billboard Mainstream Rock Tracks    | 1        |

### Sucesión en listas
| Anterior: «Like a Stone» de Audioslave      | Modern Rock Tracks — Sencillo Nro 1 31 de mayo de 2003 — 28 de junio de 2003 | Siguiente: «Send the Pain Below» de Chevelle |
| Anterior: «Send the Pain Below» de Chevelle | Mainstream Rock Tracks — Sencillo Nro 1 26 de julio de 2003                  | Siguiente: «Send the Pain Below» de Chevelle |